# Erich Graf von Bernstorff
Erich Graf von Bernstorff (n. 26 iunie 1883, Wittendörp, Republica Democrată Germană, Germania – d. 6 octombrie 1968) a fost un trăgător de tir ce a reprezentat Germania, medaliat olimpic. A participat la o ediție a Jocurilor Olimpice (1912) în care a câștigat o medalie de bronz.

## Participări
Lista de mai jos prezintă principalele competiții la care a participat Erich Graf von Bernstorff de-a lungul carierei.
- shooting at the 1912 Summer Olympics – men's trap, team[*]